# Подебрадський замок
Подєбрадський замок (чеськ. Zámek Poděbrady) — одна з найвідоміших пам'яток середньовіччя у місті Подєбради, що була заложена (перебудована у фортецю) за наказом чеського короля Пржемисла Отакара ІІ в 1262—1268 рр. для військового контролю переправи через Ельбу на Кладському шляху з Праги до Сілезії. По закінченню Тридцятирічної війни військово-стратегічне значення замку почало поступово зменшуватися. Сучасний вигляд у стилі бароко замок набув після реконструкції, що була проведена за наказом Марії Терезії в середині XVIII сторіччя.
У 20-30 роки ХХ сторіччя в замку знаходився осідок Української господарської академії. Зараз у замку знаходяться театр, музей, Інститут професійної та мовної підготовки Карлового університету.